# Peter Tereszczuk
Peter Tereszczuk, född 1875 i Vybudiv, Österrike-Ungern, död 1963 i Wien, Österrike, var en skulptör verksam i Österrike.
Peter Tereszczuk mest produktiva tid var mellan åren 1895 och 1925 i Wien. I samlarkretsar är han känd för sina 15-30 cm höga, brunpatinerade bronsfigurer med inlägg av elfenben (exempelvis ur elfenben skurna ansikten). Hans arbeten är på undersidan, i bakre kanten, försedda med skriften P.Tereszczuk (med textade bokstäver) och stämpeln från gjuteriet Tereszczuk u. Ullmann (versalerna T och U sammanfogade med varandra i en kvadratisk ram).
Som representant för jugendstilen har han inte bara gjort småskulpturer, utan också figurformade vardagsföremål som exempelvis skrivbordsprydnader.